# Sermones super „Gloria in excelsis”
Sermones super „Gloria in excelsis” (Kazania na temat „Chwała na wysokościach”) – zbiór średniowiecznych kazań w języku łacińskim z końca XIV w., autorstwa Stanisława ze Skarbimierza.
Kazania zostały napisane w Pradze w 1390. Zbiór składa się z 20 kazań przeznaczonych dla kleru parafialnego, poprzedzonych wstępem od autora. Kolekcja poświęcona jest 3 tematom:
- Kazania I-X – ontologiczny problem istnienia Boga, konieczność okazywania mu adoracji, zagadnienie łaski bożej.
- Kazania XI-XIV – osoby Marii i Chrystusa
- Kazania XV-XX – problem grzechu, pouczenia dotyczące rachunku sumienia i pokuty

Charakterystyczną cechą zbioru kazań jest treściowe i kompozycyjne skupienie wokół hymnu Gloria in excelsis Deo, nie zaś bezpośrednie nawiązanie do Biblii, co było najczęstszą praktyką w kazaniach. Styl kazań wzorowany jest na języku Wulgaty, zawiera też elementy średniowiecznej retoryki.